# Ceblepyris pectoralis
Ceblepyris pectoralis là một loài chim trong họ Campephagidae.
Nó được tìm thấy ở Angola, Benin, Botswana, Burkina Faso, Burundi, Cameroon, Cộng hòa Trung Phi, Cộng hòa Dân chủ Congo, Bờ Biển Ngà, Ethiopia, Gambia, Ghana, Guinea, Guinea-Bissau, Kenya, Malawi, Mali, Mauritanie, Mozambique, Namibia, Nigeria, Rwanda, Senegal, Sierra Leone, Nam Phi, Sudan, Swaziland, Tanzania, Togo, Uganda, Zambia và Zimbabwe.
Môi trường sống tự nhiên của nó là rừng khô và trảng cỏ khô nhiệt đới hay cận nhiệt đới.